# Halloween 5.
A Halloween 5. (eredeti cím: Halloween 5: The Revenge of Michael Myers) egy 1989-ben bemutatott amerikai horrorfilm, amit Dominique Othenin-Girard rendezett. Ez a Halloween 4. (1988) című film folytatása.

## Szereplők
| Szerep                               | Színész          | Magyar hang        |
| ------------------------------------ | ---------------- | ------------------ |
| Dr. Sam Loomis                       | Donald Pleasence | Barbinek Péter     |
| Jamie Lloyd                          | Danielle Harris  | Pekár Adrienn      |
| Rachel Carruthers                    | Ellie Cornell    | Molnár Ilona       |
| Ben Meeker seriff                    | Beau Starr       | Széles Tamás       |
| Billy Hill                           | Jeffrey Landman  | Bogdán Gergő       |
| Samantha Thomas                      | Tamara Glynn     | Dögei Éva          |
| Mikey                                | Jonathan Chapin  |                    |
| Spitz                                | Matthew Walker   | Előd Botond        |
| Tina Williams                        | Wendy Kaplan     | Mezei Kitty        |
| Patsey nővér                         | Betty Carvalho   | Menszátor Magdolna |
| Charlie seriffhelyettes              | Tony Evans       | Kapácsy Miklós     |
| Nick Ross seriffhelyettes            | Frank Como       | Molnár Levente     |
| Tom Farrah seriffhelyettes           | David Ursin      | Láng Balázs        |
| Hegyi ember                          | Harper Roisman   |                    |
| Darlene Carruthers (archív felvétel) | Karen Alston     |                    |
| Dr. Max Hart                         | Max Robinson     | Seder Gábor        |
| Jelmezverseny bemondó                | Russ McGinn      | Bolla Róbert       |
| Michael Myers / A mumus              | Don Shanks       | nem szólal meg     |